# Цуцканій-дін-Дял
Цуцканій-дін-Дял (рум. Țuțcanii din Deal) — село у повіті Нямц в Румунії. Входить до складу комуни Бахна.
Село розташоване на відстані 267 км на північ від Бухареста, 33 км на південний схід від П'ятра-Нямца, 73 км на південний захід від Ясс.

## Населення
За даними перепису населення 2002 року у селі проживали 58 осіб, усі — румуни. Усі жителі села рідною мовою назвали румунську.